# Kalanchoe quartiniana
Kalanchoe quartiniana är en fetbladsväxtart som beskrevs av Achille Richard. Kalanchoe quartiniana ingår i släktet Kalanchoe och familjen fetbladsväxter. Inga underarter finns listade i Catalogue of Life.